# Aabenraa
Aabenraa (ou Åbenrå, em alemão:  Apenrade) é uma cidade da Dinamarca, sede do município de Aabenraa, na Dinamarca Meridional. Também dá nome ao fiorde onde se situa, no estreito Pequeno Belt, a sul da península da Jutlândia.
Antes da reforma administrativa dinamarquesa de 2004, a cidade era a capital do condado da Jutlândia Meridional.
Em 2002 a cidade tinha 22.039 habitantes. A indústria alimentar era a principal na economia da localidade, especialmente a produção de cerveja e conservas, embora seja forte o setor de produção e transformação  de maquinaria, como o caso do fabrico de órgãos.

## História
Aabenraa foi mencionada pela primeira vez nos registos históricos do século XII, quando foi atacada pelos vendos.
A localidade cresceu na Alta Idade Média em torno de Opnør Hus, o castelo episcopal, e recebeu estatuto de cidade comercial em 1240. Durante a Idade Média era importante pela indústria da pesca e pela produção de lúpulo.
Entre 1560 e 1721 a cidade foi regida pelos duques de Gottorp.
Os dias de maior glória da cidade decorreram entre 1750 e 1864, quando o tráfego naval teve a sua maior taxa de crescimento decido ao comércio com o Mediterrâneo, China, América do Sul e Austrália. Tendo um bom porto,  convertido em grande porto comercial, tendo a frota comercial mais importante do reino depois de Copenhaga e Flensborg. A cidade tinha grande número de estaleiros, famosos pela qualidade dos seus barcos, dos quais o mais famoso foi o clipper Cimber, que em 1857 fez a travessia Liverpool-San Francisco em 106 dias. A pesca e outras pequenas indústrias eram outros setores de produção da cidade.
Desde 1864, como resultado da Segunda Guerra de Schleswig, fez parte de Prússia, e, como tal, parte da Confederação Norgermânica e, de 1871 em diante, parte do Império Alemão. Em 1920 um plebiscito em Schleswig devolveu o norte de Schleswig à Dinamarca, mas 55,1% da população de Aabenraa votou por continuar a ser parte da Alemanha, face aos 44,9% que votaram a favor da concessão à Dinamarca.
Depois da reforma ortográfica dinamarquesa de 1948, que aboliu Aa a favor de Å, houve resistência em Aabenraa. A cidade temia, entre outras coisas, perder o seu estatuto como primeira cidade nas listas alfabéticas internacionais, especialmente depois de a letra Å ter sido colocada como última letra do alfabeto noruego-dinamarquês. Uma revisão posterior das regras ortográficas permitiu manter a ortografia Aa como opção. Embora o município de Aabenraa e muitos cidadãos locais utilizem a ortografia Aa, a grafia "Åbenrå" continua a ser opção recomendada pelo Conselho da Língua Dinamarquesa.

## Na atualidade
tem hoje um porto com 7,5 metros de profundidade e um significativo comércio naval. Entre as diversas indústrias, está a de construção de órgãos (Marcussens Orgelbyggeri) e de maquinaria (Callesens Maskinfabrik). É o centro administrativo do município. A Rádio Dinamarca tem estúdios na localidade.
Alguns dos seus edifícios importantes são a igreja de São Nicolau (St. Nikolaj kirke), dos tempos do rei Valdemar, cuja construção se iniciou em 1250 ou o castelo de Brundlund (Brundlund Slot), erigido pela rainha Margarida I por volta de 1400.
A cidade, tal como a vizinha Elisenlund, é balnear.
Alguns dos seus bairros datam de 1800, como Slotsgade, Store Pottergade, Lille Pottergade, Nygade, Nybro, Skibbrogade e Gildegade.